# アプチーズ
株式会社アプチーズ（英: Appcheez Inc.）は、東京に本拠を置く、日本の芸能事務所。
日本初のプロ阿波踊り集団「寶船」のマネージメント・プロダクション部門として、2012年10月に一般社団法人アプチーズ･エンタープライズが設立。2024年4月に事業拡大のため株式会社化された。

## 概要
当初は1984年に寶船連長の米澤曜が主催していた劇団兼ダンススタジオとして、「有限会社アプチーズ･プロ」の名で設立。その後、米澤曜は1995年に阿波踊りのパフォーマンス集団「寶船」を創設。
2012年に寶船の事業拡大のため新たに芸能事務所としてマネージメント・プロダクション部門を「一般社団法人アプチーズ･エンタープライズ」として再設立した。
2024年、プロ化12年目を迎え、年々大きくなるジャパンカルチャーの世界への影響力を感じ、エンターテイメント企業として活動を加速させるべく新会社「株式会社アプチーズ」を設立。
現在は、米澤曜の娘･米澤萌と息子･米澤渉が代表取締役を務めている。
社名は、「Approach（迫る・届ける）」「Applause（拍手喝采）」「Appreciate（真価を認める・感謝する）」という３つの要素に、写真を撮るときの掛け声「Cheese! （笑顔になる合図）」を合わせた造語。

## 所属団体
- 寶船

## 所属人物
- 米澤曜
- 米澤紀子
- 米澤萌
- 米澤渉
- 米澤陸
- 加藤夏生子
- 中山俊秀